# Ahlsell Legends
Ahlsell Legends, även kallat Legendloppet , är ett travlopp för speciellt inbjudna kuskar som körs på Solvalla i augusti, samma kväll som  Jubileumspokalen. Alla inbjudna kuskar har alla någon form av legendarstatus. Hästarna i loppet är varmblod som tjänat mellan 200 001 och 1 200 000 kronor. Loppet kördes för första gången 2013 och var tänkt som ett engångsevenemang, men har sedan dess körts varje år på grund av dess positiva respons. Loppet körs över distansen 2140 meter med autostart, och förstapris är 100 000 kronor.

## Vinnare
| År   | Häst            | Kusk               | Tränare            | Tid             | Odds            | Tvåa              | Trea            |
| ---- | --------------- | ------------------ | ------------------ | --------------- | --------------- | ----------------- | --------------- |
| 2020 | Loppet inställt | Loppet inställt    | Loppet inställt    | Loppet inställt | Loppet inställt | Loppet inställt   | Loppet inställt |
| 2019 | Loppet inställt | Loppet inställt    | Loppet inställt    | Loppet inställt | Loppet inställt | Loppet inställt   | Loppet inställt |
| 2018 | Heart of Steel  | Thor Borg          | Peter Untersteiner | 1.14,0          | 3,26            | Green Keeper U.S. | Invincible H.C. |
| 2017 | Ultimate Photo  | Jomar Blekkan      | Frode Hamre        | 1.12,6          | 2,52            | Zigge Silvio      | Alex Tröjborg   |
| 2016 | Michelangelo Ås | Stig H. Johansson  | Robert Bergh       | 1.12,8          | 1,49            | Pepe di Jesolo    | Petter Rags     |
| 2015 | Lover Face      | Stig H. Johansson  | Veijo Heiskanen    | 1.12,4          | 2,48            | Bandit Hornline   | Trust Launcher  |
| 2014 | O.P.'s Flirt    | Stig H. Johansson  | Markus Pihlström   | 1.13,9          | 5,82            | Checco Boko       | Need For Speed  |
| 2013 | Jeppas Hugo     | Jean-Pierre Dubois | Torbjörn Jansson   | 1.12,8          | 23,09           | Kalle Quivivra    | Berlusconi      |